# Sebastiano Sanguinetti
Sebastiano Sanguinetti (Lula, 29 de março de 1945) - padre católico italiano, bispo de Tempio-Ampurias desde 2006.
Foi ordenado sacerdote em 2 de agosto de 1970. Trabalhou principalmente como pároco e pároco de várias seções da Ação Católica. Nos anos de 1991-1997 foi o assistente nacional da secção educativa daquela organização.
Em 27 de março de 1997, o Papa João Paulo II o nomeou Ordinário da Diocese de Ozieri. Foi ordenado bispo em 17 de maio de 1997 pelo Card. Eduardo Francisco Pirônio.
Em 22 de abril de 2006, tornou-se bispo da diocese de Tempio-Ampurias.